# Ononis phyllocephala
Ononis phyllocephala är en ärtväxtart som beskrevs av Pierre Edmond Boissier. Ononis phyllocephala ingår i släktet puktörnen, och familjen ärtväxter. Inga underarter finns listade i Catalogue of Life.